# Újezdeček
Újezdeček är en by och kommun i Tjeckien. Den ligger i regionen Ústí nad Labem, i den nordvästra delen av landet, 80 km nordväst om huvudstaden Prag. Újezdeček ligger 247 meter över havet och antalet invånare är 821.